# Monika Wulf-Mathies

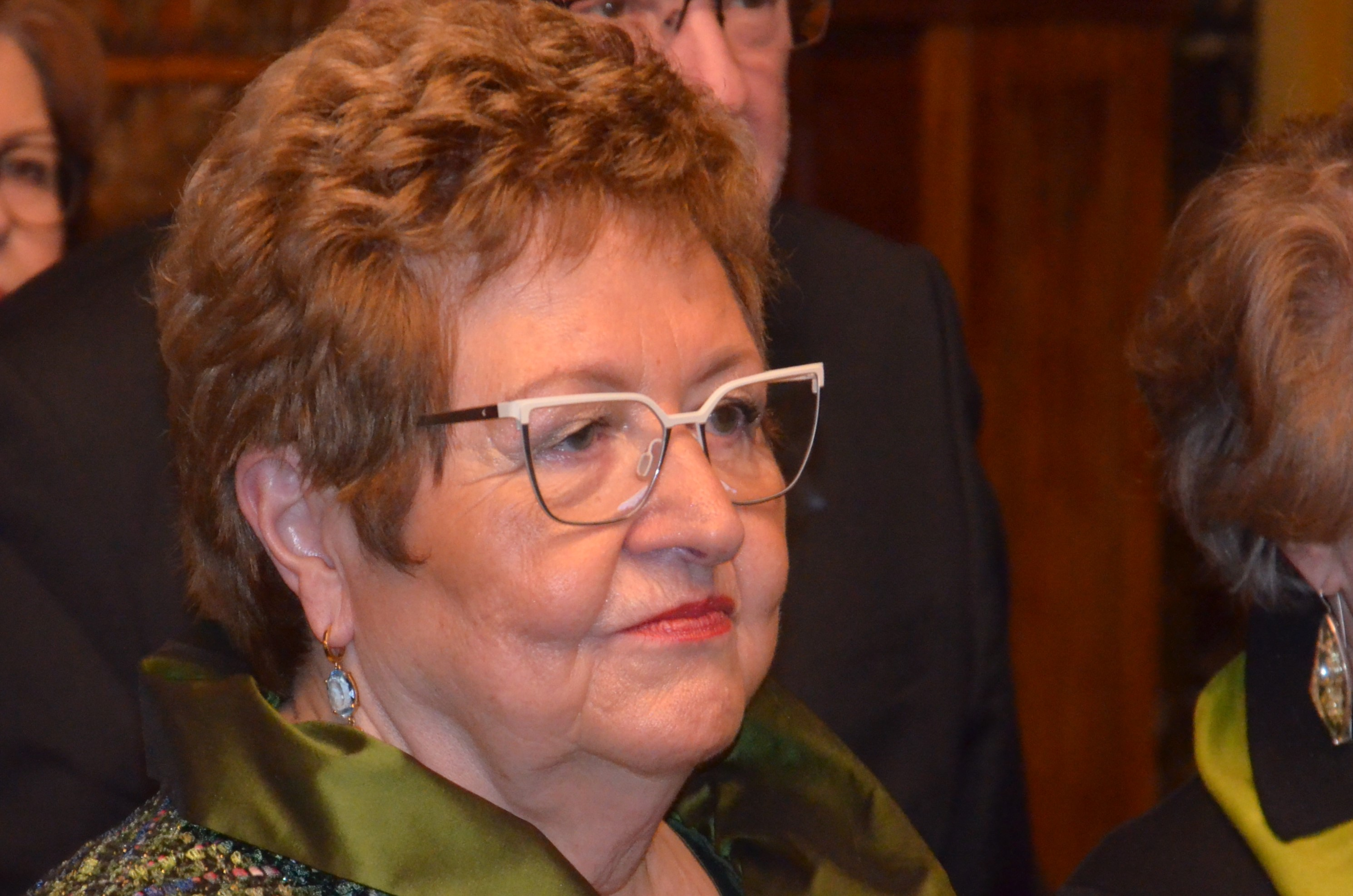
Monika Wulf-Mathies, 2018

Monika Wulf-Mathies, geb. Baier (* 17. März 1942 in Wernigerode), ist eine deutsche Gewerkschafterin, Managerin und Politikerin (SPD). Sie war von 1982 bis 1994 die erste weibliche Vorsitzende der Gewerkschaft Öffentliche Dienste, Transport und Verkehr (ÖTV), von 1995 bis 1999 EU-Kommissarin für Regionalpolitik, von 2001 bis 2006 Präsidentin der Europäischen Bewegung Deutschland sowie von 2001 bis 2008 Leiterin des Bereichs Politik und Nachhaltigkeit bei der Deutschen Post AG.

## Leben
Monika Wulf-Mathies (geb. Baier) wurde nach einem Studium der Geschichte, Germanistik und Volkswirtschaftslehre an den Universitäten Hamburg und Freiburg im Breisgau im Jahr 1968 zur Dr. phil. promoviert. Im selben Jahr heiratete sie den Physiker Carsten Wulf-Mathies. Seit
1965 Mitglied der SPD, wurde sie 1971 Hilfsreferentin in der Pressestelle von Bundeswirtschaftsminister Karl Schiller und wechselte 1973 während der Kanzlerschaft von Willy Brandt in das Bundeskanzleramt, wo sie das Referat Sozial- und Gesellschaftspolitik leitete.

### Gewerkschafterin
Wulf-Mathies wurde im Jahr 1976 in den geschäftsführenden Hauptvorstand der Gewerkschaft Öffentliche Dienste, Transport und Verkehr (ÖTV) berufen, wo sie für Sozial-, Frauen- und Gesundheitspolitik zuständig war. Am 29. September 1982 wurde sie überraschend zur Nachfolgerin des ÖTV-Vorsitzenden Heinz Kluncker auf dessen Vorschlag gewählt. Als erste weibliche Vorsitzende einer DGB-Gewerkschaft an der Spitze der zweitgrößten Einzelgewerkschaft Deutschlands setzte sie sich für das Ziel der 35-Stunden-Woche bei vollem Lohnausgleich ein und erreichte 1984 eine Arbeitszeitverkürzung auf 39,7 Stunden bei maßvollen Lohnerhöhungen und 1988 eine weitere Arbeitszeitverkürzung auf 38,5 Stunden. In den Jahren 1989 bis 1995 war Wulf-Mathies Präsidentin der Internationale der Öffentlichen Dienste.
Im Öffentlichen Dienst gab es im Jahr 1992 eine Schlichtung, die von den Arbeitgebern aber abgelehnt wurde. Nach einem Streik einigte man sich letztlich in der Größenordnung auf den Schlichterspruch. Die ÖTV erreichte 1994 eine Tariferhöhung von zwei Prozent, die durch mehrere Nullmonate und Einfrieren sowie Kürzung zahlreicher Zusatzleistungen begleitet wurde, so dass es sich faktisch trotz Arbeitskampf um eine Nullrunde handelte. Nachdem im September 1994 ihre Nominierung zur deutschen EU-Kommissarin als Nachfolgerin von Peter Schmidhuber bekannt geworden war, trat sie am 10. November 1994 als ÖTV-Vorsitzende zurück. Im Jahr 1995 wurde Herbert Mai zu ihrem Nachfolger in dieser Funktion gewählt.

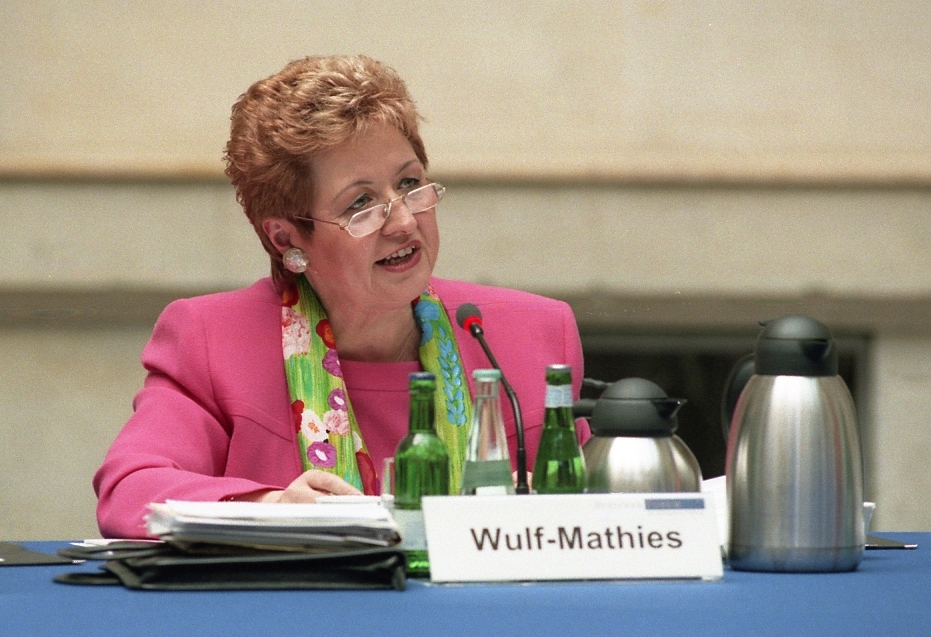
Monika Wulf-Mathies, 2000

### Richterin
Am 4. Juli 1991 wurde Wulf-Mathies mit 71 von 93 Stimmen vom Landtag von Baden-Württemberg zur Richterin in der Gruppe „ohne Befähigung zum Richteramt“ am Staatsgerichtshof für das Land Baden-Württemberg gewählt. Sie amtierte bis zu ihrem Rücktritt am 31. Dezember 1994. Zu ihrer Nachfolgerin wurde Sybille Stamm gewählt.

### Europapolitik
Bundeskanzler Helmut Kohl schlug das überparteilich geachtete SPD-Mitglied Wulf-Mathies als erstes deutsches weibliches Mitglied der Europäischen Kommission vor. Von 1995 bis 1999 Kommissarin für Regionalpolitik und Kohäsion in der EU-Kommission Santer. Die Santer-Kommission musste aber nach zahlreichen Korruptionsvorwürfen im März 1999 geschlossen zurücktreten. Die bedeutendsten dieser Vorwürfe richteten sich nicht gegen Wulf-Mathies, allerdings wurde auch ihr ein Fall von Vetternwirtschaft angelastet. Demgegenüber sprach der Präsident des Europäischen Parlaments, Klaus Hänsch davon, dass sie für eine Sache, mit der sie nichts zu tun gehabt hätte, Opfer geworden sei. Von 1999 bis 2000 fungierte sie für ein symbolisches Gehalt als europapolitische Beraterin im Bundeskanzleramt von Bundeskanzler Gerhard Schröder. Sie war in den Jahren 2001 bis 2006 Präsidentin der Europäischen Bewegung Deutschland, in deren Zeit eine umfassende Reform von einem losen Verein von Honoratioren zu einem gemeinnützigen Netzwerk für europapolitische Interessen fiel. Sie ist seitdem EBD-Ehrenpräsidentin.

### Interessenvertretung für die Deutsche Post AG
Seit 2001 war Wulf-Mathies Bereichsleiterin Politik und Nachhaltigkeit bei der Deutschen Post AG und ging Ende 2008 in Rente. Ihr Nachfolger wurde am 1. April 2009 Rainer Wend.

### Gesellschaftliches Engagement
Nach ihrem ehrenamtlichen europapolitischem Engagement für die EBD ist sie bis heute Kuratoriumsmitglied der Carlo-Schmid-Stiftung. Sie ist Mitglied im Konvent für Deutschland und im Beirat der Vereinigung Gegen Vergessen – Für Demokratie. Sie war außerdem Vorsitzende des im Januar 2010 gegründeten Vereins Fest.Spiel.Haus.Freunde.e. V. für das Festspielhaus Beethoven in Bonn, der sich nach Rückzug der Post als Sponsor des Projekts aufgelöst hat.
Wulf-Mathies erstellte im Jahr 2018 im Auftrag des Intendanten Tom Buhrow einen Bericht zum Umgang des Westdeutschen Rundfunks (WDR) mit Vorwürfen sexueller Belästigung durch Sendermitarbeiter. Anlässlich ihres 80. Geburtstages erklärte sie im März 2022 gegenüber der Gewerkschaftszeitung ver.di Publik, dass die Frauen-Quote weiterhin nötig sei. Die Quote gebe ein Signal an Frauen, dass Gleichstellung gesellschaftlich erwünscht sei.